# Wiktor Nagórski (1911–1972)
Wiktor Nagórski (ur. 24 stycznia 1911 we Lwowie, zm. 22 grudnia 1972 w Warszawie) – polski prawnik i ekonomista, działacz komunistyczny, poseł do Krajowej Rady Narodowej i do Sejmu Ustawodawczego RP.

## Życiorys
Ukończył szkołę średnią w Stanisławowie, po czym studiował na Wydziale Prawa Uniwersytetu Jana Kazimierza. W drugiej połowie lat 30. zatrudniony w Ministerstwie Skarbu. Był jednym z organizatorów Stronnictwa Demokratycznego, pracował w gazecie "Czarno na Białym". We wrześniu 1939 ponownie znalazł się we Lwowie, gdzie podjął współpracę z władzami radzieckimi. Pisywał m.in. do "Czerwonego Sztandaru". Podczas okupacji niemieckiej związał się z Polską Partią Robotniczą, z jego ramienia zasiadał w tzw. Komitecie Pomocy dla Ofiar Faszyzmu. Redagował organ partyjny "Głos Wolności". Po 1944 służył w Ludowym Wojsku Polskim, później pracował w Ministerstwie Żeglugi. Ponownie skierowany do Stronnictwa Demokratycznego stał na czele Wydziałów Organizacyjnego, Personalnego i Młodzieżowego CK. Był również przewodniczącym Związku Młodzieży Demokratycznej. Należał do tzw. lewackiego skrzydła SD dążącego do jego marginalizacji i włączenia do PZPR. W latach 50. pracował w Opiece Społecznej jako dyrektor departamentu oraz w Banku Inwestycyjnym jako specjalista ds. gospodarczych.
W 1945 wszedł w skład Krajowej Rady Narodowej. W 1947 nominowany do Sejmu Ustawodawczego z okręgu Siedlce, gdzie zasiadł w Komisjach Wojskowej, Wyznaniowej i Narodowościowej oraz Ziem Odzyskanych i Repatriacji.
Odznaczony m.in. Krzyżem Oficerskim Orderu Odrodzenia Polski.
Pochowany na cmentarzu Powązki Wojskowe w Warszawie (kwatera 15B-1-22).
Jego synem był działacz opozycyjny Wiktor Nagórski (1942-1991).